# WorldCat
WorldCat — крупнейшая в мире библиографическая база данных, насчитывающая свыше 240 млн записей обо всех видах произведений на 470 языках мира. WorldCat основано в 1967 году Фредом Килгуром. База создаётся совместными усилиями более чем 72 тыс. библиотек из 170 стран мира в рамках организации OCLC.
С августа 2006 года стал возможен поиск по этой БД с веб-страницы worldcat.org.